# 生命故事：家庭危機
《生命故事：家庭危機》（英語：Lifestories: Families in Crisis）是一部美國劇情電視劇，1992年8月1日至2月8日在HBO上播出，共15集。曾出演的演員包括克雷格·華森、卡莉絲塔·佛克哈特、班·艾佛列克、山姆·洛克威尔與喬雅·福克斯。
該劇根據真實故事改編，描述了兒童和青少年生活中可能發生的各種重要和關鍵事件。

## 外部連結
- 互联网电影数据库（IMDb）上《生命故事：家庭危機》的资料（英文）